# Alessandro Giustiniani
Alessandro Giustiniani (Gênova, 3 de fevereiro de 1778 - Gênova, 11 de outubro de 1843) foi um cardeal italiano.

## Biografia
Nasceu em Gênova em 3 de fevereiro de 1778. Filho de Saverio Giustiniani (1744-1826), do ramo Recanelli, e Anna Oberti.
Estudou na Universidade La Sapienza, em Roma, onde se doutorou in utroque iuris, tanto em direito civil como canônico, em 17 de julho de 1816. Recebeu as insígnias do caráter clerical, em 23 de abril de 1818.
Vice-legado em Ferrara. Internúncio em Nápoles. Protonotário apostólico honorário.
Ordenado em 6 de abril de 1822.
Eleito arcebispo titular de Petra, na Palestina, em 19 de abril de 1822. Consagrado em 21 de abril de 1822, na igreja de S.Caterina di Siena, Roma, pelo cardeal Giulio Maria della Somaglia, auxiliado por Paolo Agosto Foscolo, arcebispo de Corfu, e por Antonio Baldini, arcebispo titular de Neocaesara em Ponto. Núncio na Sicília, 26 de abril de 1822. Núncio em Portugal, 24 de abril de 1827.
Criado cardeal e reservado in pectore no consistório de 30 de setembro de 1831; publicado no consistório de 2 de julho de 1832; recebeu o chapéu vermelho em 18 de dezembro de 1834; e o título de S. Croce in Gerusalemme, 19 de dezembro de 1834. Camerlengo do Sagrado Colégio dos Cardeais, 24 de janeiro de 1842 até 27 de janeiro de 1843.
Morreu em Gênova em 11 de outubro de 1843. Seu funeral ocorreu em 14 de outubro de 1843 e foi sepultado na igreja de S. Francesco em Albaro, Gênova.